# Sinagoga di Șimleu Silvaniei
La sinagoga di Șimleu Silvaniei, costruita nel 1876 in stile neoromanico, è situata a Șimleu Silvaniei, in Romania. Dopo decenni di abbandono nel dopoguerra, è stata restaurata nel 2005 come sede del Museo dell'Olocausto della Transilvania del Nord (Muzeu Memorial al Holocaustului din Transilvania de Nord).

## Storia
Nell'Ottocento e inizio Novecento, Șimleu Silvaniei era sede di una larga comunità ebraica, al centro di una regione dove vivevano oltre 160.000 ebrei.
L'Olocausto colpì molto duramente la comunità ebraica di Șimleu Silvaniei con le deportazioni del maggio-giugno 1944. Il declino è continuato in epoca comunista, quando per i pochi sopravvissuti si aprì la via dell'emigrazione negli Stati Uniti o in Israele. Entro la metà degli anni Sessanta del Novecento la presenza ebraica era scomparsa.
La sinagoga fece esperienza di lunghi anni di abbandono, fino al 2003 quando essa divenne il centro di un progetto rumeno-americano volto a creare il primo Museo dell'Olocausto nella regione. Il Museo dell'Olocausto della Transilvania del Nord (Muzeu Memorial al Holocaustului din Transilvania de Nord) è stato ufficialmente aperto l'11 settembre 2005, ridonando vita alla sinagoga come sede di attività espositive e didattiche.

## Galleria d'immagini

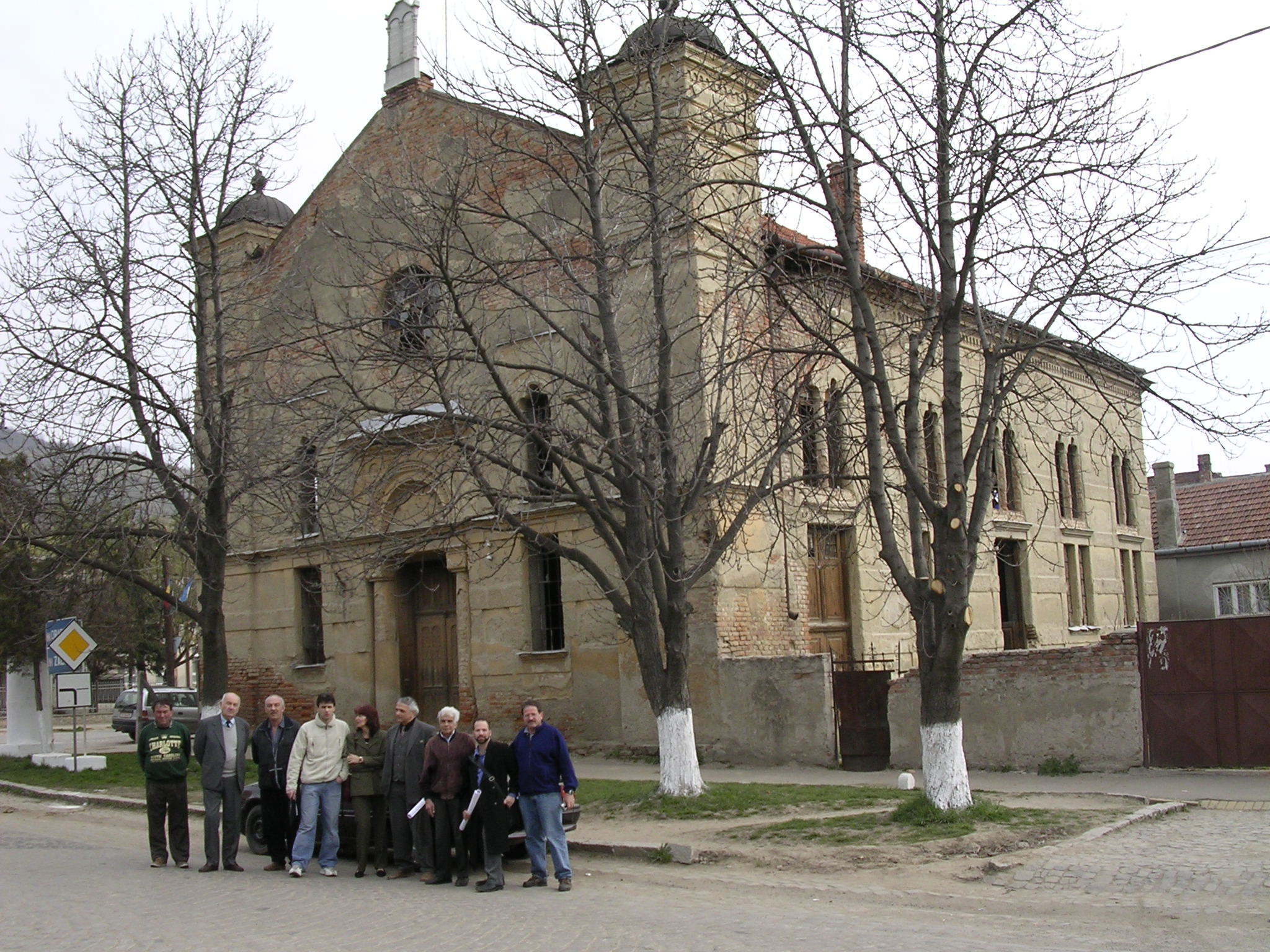
La sinagoga prima del restauro (2004)
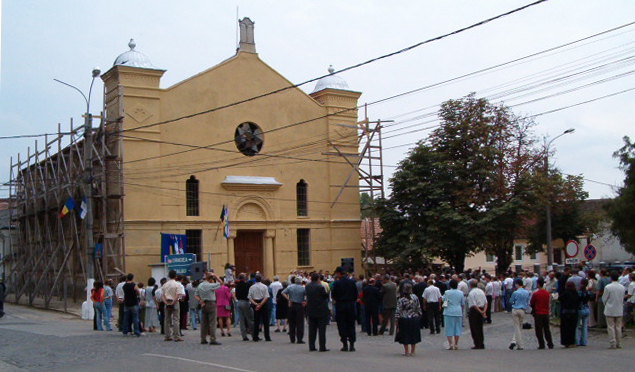
Inaugurazione del Museo (2005)
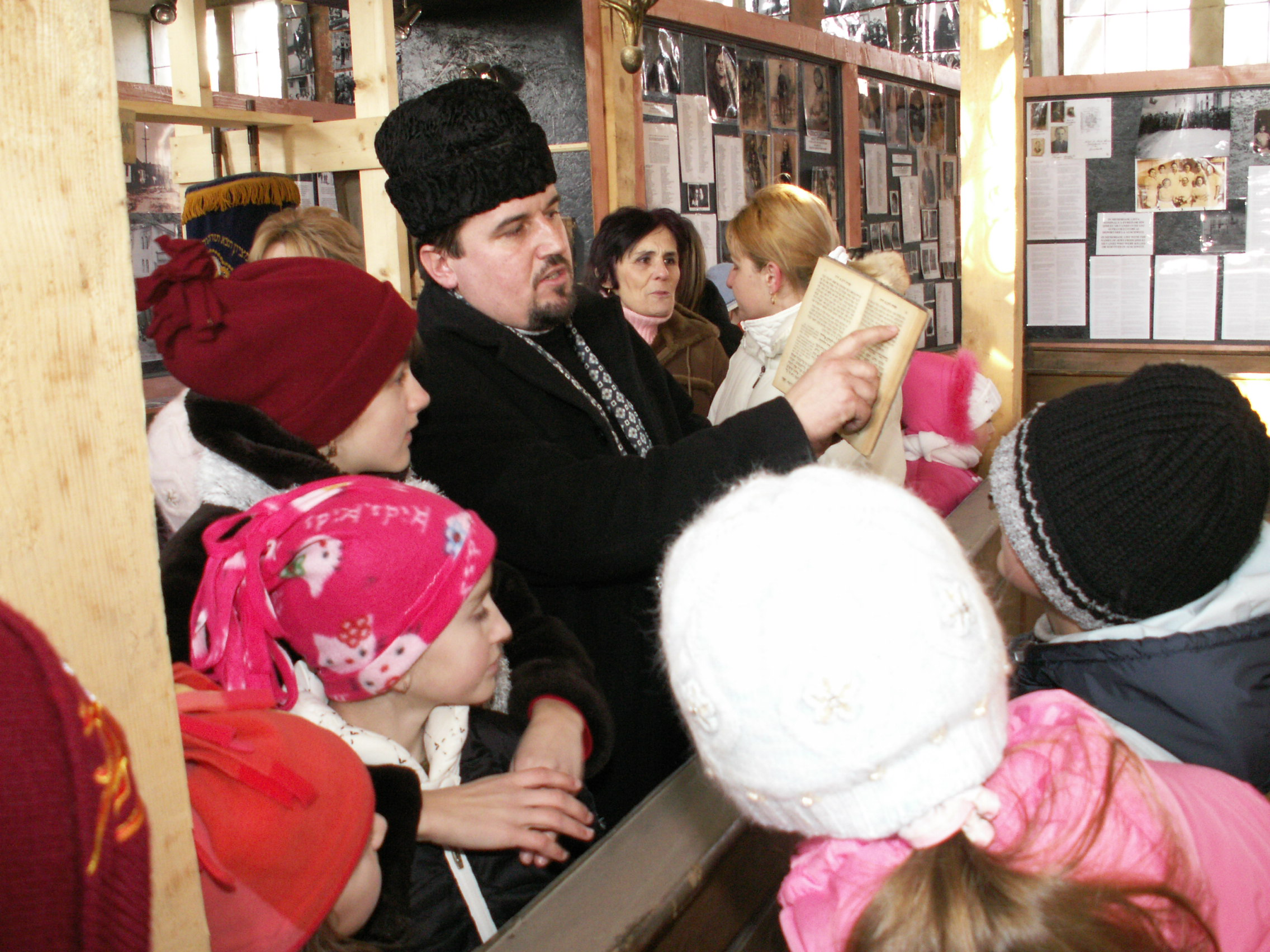
Studenti in visita al Museo (2006)